# Перечинська світа
Перечинська світа — літостратиграфічний підрозділ регіональної стратиграфічної шкали нижньоюрських відкладів, поширених в зоні Пенінських скель Закарпаття. За комплексом фауністичних і палінологічних решток відклади світи відносять до гетангського-синемюрського ярусів нижньої юри.

## Назва
Від м. Перечин Закарпатської області, де знаходиться стратотип.

## Поширення
Зона Пенінських скель

## Стратотип
м. Перечин Закарпатської області

## Літологія
Нижня частина світи складена товщею аргілітів темно-сірих і пісковиків з прошарками вапняків. Верхня частина - переважно мергелі зі стяжіннями і жовнами кременів. Потужність відкладів світи 50-60 м. Підошва світи не встановлена, перекривається згідно фукоїдними мергелями приборжавської світи.

## Фауністичні і флористичні рештки
- Arietites bucklandi (Sow.), Echioceras raricostatum (Ziet.), Cardinia hybrida Stutch.

| ←       | \| Мезозой \| Мезозой \| Мезозой \| \| Тріас \| Юра \| Крейда \| \| ------- \| ------- \| ------- \| | →      |
| Мезозой | |        |
| Тріас   | Юра                                                                                                  | Крейда |

| Система/ Період                                                     | Відділ/ Епоха            | Ярус/ Вік           | Вік (млн років) | Вік (млн років) |
| ------------------------------------------------------------------- | ------------------------ | ------------------- | --------------- | --------------- |
| Крейда, K                                                           | Нижня/Рання, K1          | Беріаський, K1b     | молодше         | молодше         |
| Юра, J                                                              | Верхня/Пізня, J3 (Мальм) | Титонський, J3tt    | ~145,0          | 152,1           |
| Юра, J                                                              | Верхня/Пізня, J3 (Мальм) | Кімериджський, J3km | 152,1           | 157,3           |
| Юра, J                                                              | Верхня/Пізня, J3 (Мальм) | Оксфордський, J3o   | 157,3           | 163,5           |
| Юра, J                                                              | Середня, J2 (Доггер)     | Келовейський, J2k   | 163,5           | 166,1           |
| Юра, J                                                              | Середня, J2 (Доггер)     | Батський, J2bt      | 166,1           | 168,3           |
| Юра, J                                                              | Середня, J2 (Доггер)     | Байоський, J2b      | 168,3           | 170,3           |
| Юра, J                                                              | Середня, J2 (Доггер)     | Ааленський, J2a     | 170,3           | 174,1           |
| Юра, J                                                              | Нижня/Рання, J1 (Лейас)  | Тоарський, J1t      | 174,1           | 182,7           |
| Юра, J                                                              | Нижня/Рання, J1 (Лейас)  | Плінсбахський, J1p  | 182,7           | 190,8           |
| Юра, J                                                              | Нижня/Рання, J1 (Лейас)  | Синемюрський, J1s   | 190,8           | 199,3           |
| Юра, J                                                              | Нижня/Рання, J1 (Лейас)  | Геттанзький, J1h    | 199,3           | 201,3           |
| Тріас, T                                                            | Верхній/Пізній, T3       | Ретський, T3r       | древніше        | древніше        |
| Підрозділи юрської системи наведені згідно МКС, станом на 2018 рік. |                          |                     |                 |                 |
| п о р                                                               |                          |                     |                 |                 |